# Haleigh Washington
Haleigh Washington (Denver, 22 de setembro de 1995) é uma voleibolista estadunidense.

## Carreira
Washington integrou a equipe da Seleção dos Estados Unidos de Voleibol Feminino nos Jogos Olímpicos de Verão de 2020 em Tóquio, quando conquistou a medalha de ouro após derrotar a equipe brasileira na final por 3 sets a zero.